# Edinburg (Ohio)
Edinburg es un área no incorporada ubicada en el condado de Portage en el estado estadounidense de Ohio.

## Geografía
Edinburg se encuentra ubicada en las coordenadas 41°5′59″N 81°8′45″O / 41.09972, -81.14583.